# Rønne

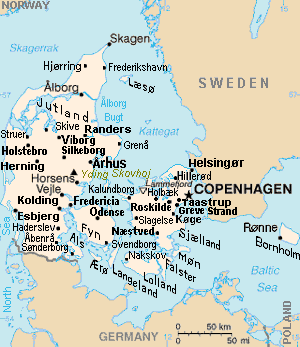
Rønne ở Đan Mạch.

Coat of arms

Rønne là một thị xã và nguyên là một đô thị (municipality) ở Đan Mạch, nằm trên đảo Bornholm ở biển Baltic.
Đô thị này rộng 29 km², dân số 15.018 người.
Đô thị (municipality) trước đây ngày nay nằm trong Bornholm.